# Diplura garleppi
Espèce
Synonymes
- Hapalothele garleppi Simon, 1892

Diplura garleppi est une espèce d'araignées mygalomorphes de la famille des Dipluridae.

## Distribution
Cette espèce est endémique de Bolivie.

## Étymologie
Cette espèce est nommée en l'honneur de Gustav Garlepp (1862–1907).

## Publication originale
- Simon, 1892 : Études arachnologiques. 24e Mémoire. XXXIX. Descriptions d'espèces et de genres nouveaux de la famille des Aviculariidae (suite). Annales de la Société Entomologique de France, vol. 61, p. 271-284 (texte intégral).